# Видземская дивизия
Видземская дивизия (латыш. Vidzemes kājnieku divīzija) — являлась боевым соединением Латвийской армии, одной из 4 дивизий сухопутных войск. В состав дивизии входили 4-й Валмиерский пехотный полк, 5-й Цесиский пехотный полк, 6-й Рижский пехотный полк и Видземский артиллерийский полк.